# Lugauer
Le Lugauer est un sommet des Alpes, à 2 217 m d'altitude (sommet sud-ouest), dans les Alpes d'Ennstal, en Autriche (land de Styrie). Le sommet nord-est culmine à 2 206 m d'altitude.